# Michael Hughes
Michael Eamon Hughes (ur. 2 sierpnia 1971 w Larne) – północnoirlandzki piłkarz występujący na pozycji pomocnika. Grający trener klubu St Neots Town.

## Kariera klubowa
Hughes seniorską karierę rozpoczynał w 1987 roku w północnoirlandzkim klubie Carrick Rangers. W 1988 roku trafił do angielskiego Manchesteru City z Division Two. W 1989 roku awansował z nim do Division One. W Manchesterze spędził jeszcze 3 lata.
W 1992 roku odszedł do francuskiego RC Strasbourg z Première Division. Pod koniec 1994 roku został stamtąd wypożyczony do angielskiego West Hamu z Premier League. Zadebiutował tam 4 grudnia 1994 roku w przegranym 1:2 pojedynku z Queens Park Rangers. W połowie 1996 roku Hughes podpisał kontrakt z West Hamem. Jego barwy reprezentował jeszcze przez ponad rok.
We wrześniu 1997 roku odszedł do Wimbledonu, także grającego w Premier League. W 2000 roku spadł z nim do Division One. Przez część sezonu 2001/2002 przebywał na wypożyczeniu w Birmingham City. Potem wrócił do Wimbledonu, gdzie spędził jeszcze rok.
W sierpniu 2003 roku Hughes przeszedł do innego zespołu Division One, Crystal Palace. W jego barwach zadebiutował 16 sierpnia 2003 roku w wygranym 1:0 spotkaniu z Watfordem. W 2004 roku awansował z zespołem do Premier League, ale w 2004 roku spadł z nim do Championship. W 2007 roku przeniósł się do Coventry City, także występującego w Championship. W 2008 roku odszedł z Coventry.
W 2009 roku Hughes został grającym trenerem zespołu St Neots Town.

## Kariera reprezentacyjna
W reprezentacji Irlandii Północnej Hughes zadebiutował 13 października 1991 roku w wygranym 2:1 meczu eliminacji Mistrzostw Europy 1992 z Austrią. 2 czerwca 1992 roku w zremisowanym 1:1 towarzyskim pojedynku z Niemcami strzelił pierwszego gola w kadrze. W latach 1991–2005 w drużynie narodowej rozegrał w sumie 72 spotkania i zdobył 5 bramek. Wcześniej grał też w kadrze U-21 oraz U-23.